# Grand Prix Hassan II 2019 - Qualificazioni singolare
Le qualificazioni del singolare del Grand Prix Hassan II 2019 sono state un torneo di tennis preliminare per accedere alla fase finale della manifestazione. I vincitori dell'ultimo turno sono entrati di diritto nel tabellone principale. In caso di ritiro di uno o più giocatori aventi diritto a questi sono subentrati i lucky loser, ossia i giocatori che hanno perso nell'ultimo turno ma che avevano una classifica più alta rispetto agli altri partecipanti che avevano comunque perso nel turno finale.

## Teste di serie
1. Lorenzo Sonego (qualificato)
2. Elias Ymer (ultimo turno)
3. Grégoire Barrère (primo turno)
4. Corentin Moutet (primo turno)

1. Adrián Menéndez Maceiras (qualificato)
2. Facundo Bagnis (qualificato)
3. Carlos Berlocq (ultimo turno, lucky loser)
4. Yannick Hanfmann (ritirato)

## Qualificati
1. Lorenzo Sonego
2. Facundo Bagnis

1. Alejandro Davidovich Fokina
2. Adrián Menéndez Maceiras

### Lucky loser
1. Carlos Berlocq

## Tabellone

### Legenda
| - Q = Qualificato - WC = Wild card - LL = Lucky loser | - ALT = Alternate - SE = Special Exempt - PR = Protected Ranking | - w/o = Walkover - r = Ritirato - d = Squalificato |

### Sezione 1
|  | Primo turno | Primo turno     | Primo turno     | Primo turno | Primo turno |  |  | Ultimo turno | Ultimo turno   | Ultimo turno   | Ultimo turno | Ultimo turno |  |
|  |             |                 |                 |             |             |  |  |              |                |                |              |              |  |
|  | 1           | Lorenzo Sonego  | Lorenzo Sonego  | 7           | 6           |  |  |              |                |                |              |              |  |
|  |             | Aleksej Vatutin | Aleksej Vatutin | 64          | 4           |  |  | 1            | Lorenzo Sonego | Lorenzo Sonego | 6            | 7            |  |
|  | WC          | Adam Moundir    | Adam Moundir    | 1           | 2           |  |  | 7            | Carlos Berlocq | Carlos Berlocq | 4            | 5            |  |
|  | 7           | Carlos Berlocq  | Carlos Berlocq  | 6           | 6           |  |  |              |                |                |              |              |  |

### Sezione 2
|  | Primo turno | Primo turno    | Primo turno    | Primo turno | Primo turno |  |  | Ultimo turno | Ultimo turno   | Ultimo turno | Ultimo turno | Ultimo turno |  |
|  |             |                |                |             |             |  |  |              |                |              |              |              |  |
|  | 2           | Elias Ymer     | Elias Ymer     | 7           | 6           |  |  |              |                |              |              |              |  |
|  |             | Kevin Krawietz | Kevin Krawietz | 62          | 4           |  |  | 2            | Elias Ymer     | 6            | 3            | 5            |  |
|  |             | Viktor Troicki | Viktor Troicki | 65          | 4           |  |  | 6            | Facundo Bagnis | 1            | 6            | 7            |  |
|  | 6           | Facundo Bagnis | Facundo Bagnis | 7           | 6           |  |  |              |                |              |              |              |  |

### Sezione 3
|  | Primo turno | Primo turno                 | Primo turno | Primo turno | Primo turno |  |  | Ultimo turno | Ultimo turno                | Ultimo turno                | Ultimo turno | Ultimo turno |  |
|  |             |                             |             |             |             |  |  |              |                             |                             |              |              |  |
|  | 3           | Grégoire Barrère            | 5           | 6           | 4           |  |  |              |                             |                             |              |              |  |
|  |             | Alejandro Davidovich Fokina | 7           | 3           | 6           |  |  |              | Alejandro Davidovich Fokina | Alejandro Davidovich Fokina | 6            | 6            |  |
|  |             | Evgenij Karlovskij          | 7           | 4           | 6           |  |  |              | Evgenij Karlovskij          | Evgenij Karlovskij          | 2            | 2            |  |
|  | Alt         | Tim Pütz                    | 62          | 6           | 2           |  |  |              |                             |                             |              |              |  |

### Sezione 4
|  | Primo turno | Primo turno              | Primo turno       | Primo turno | Primo turno |  |  | Ultimo turno | Ultimo turno             | Ultimo turno             | Ultimo turno | Ultimo turno |  |
|  |             |                          |                   |             |             |  |  |              |                          |                          |              |              |  |
|  | 4           | Corentin Moutet          | Corentin Moutet   | 3           | 6           |  |  |              |                          |                          |              |              |  |
|  |             | Elliot Benchetrit        | Elliot Benchetrit | 6           | 7           |  |  |              | Elliot Benchetrit        | Elliot Benchetrit        | 5            | 5            |  |
|  | WC          | Lamine Ouahab            | 65                | 7           | 4           |  |  | 5            | Adrián Menéndez Maceiras | Adrián Menéndez Maceiras | 7            | 7            |  |
|  | 5           | Adrián Menéndez Maceiras | 7                 | 6(1)        | 6           |  |  |              |                          |                          |              |              |  |